# Castello Scaligero (Malcesine)
Il castello scaligero di Malcesine è un castello medievale nella cittadina di Malcesine, località sulla sponda nord-orientale del Lago di Garda, in provincia di Verona.
Il castello, passato nel corso dei secoli nelle mani di Longobardi, Franchi, Scaligeri, Veneziani, Visconti, Francesi ed Austriaci, è stato reso famoso anche dai disegni e dalle descrizioni fornite dallo scrittore tedesco Goethe nel suo Viaggio in Italia (Italienische Reise, 1813 - 1817). Allo scrittore sono dedicati un museo e un busto in loco.
Presso l'attuale ingresso del castello, all'interno dell'edificio che fungeva da palazzina di guardia, è stato allestito il Museo di storia naturale del Baldo e del Garda. Il castello ospita anche un museo della pesca.
Dal 1902 è monumento nazionale e dal 2017 è di proprietà del Comune di Malcesine.
Il castello Scaligero di Malcesine è stato più volte inserito nei castelli più belli e meglio conservati d'Italia.

## Storia
La Rocca è considerata l'emblema di Malcesine. Secondo molto studiosi il Castello risalirebbe agli ultimi secoli del I millennio a.C.Tuttavia sembra più verosimile il fatto che il Castello sia stato edificato dai Longobardi, durante la metà del I millennio d.C. 
Il castello venne distrutto dai Franchi nel 590 e da essi ricostruito.
Nell'806 leggenda vuole che re Pipino d'Italia fu ospite nel castello in occasione di una sua visita agli eremiti Benigno e Caro. A seguito delle invasioni ungare, il castello divenne parte delle proprietà vescovili veronesi. Passò poi nelle mani della nobile famiglia Della Scala, che governava Verona, e che nel XIII secolo iniziò un'importante opera architettonica con l'obiettivo di fortificare al meglio i borghi del Garda e creare un sistema difensivo efficace per tutta l'area. In questa operazione rientrano anche i lavori di Castello Scaligero, grazie ai quali possiamo vederlo come lo vediamo oggi.
Dal 1277 al 1387 il castello fu la residenza degli Scaligeri. In seguito fu occupato dai Visconti, nobile famiglia milanese, che ne perse la proprietà nel 1403. In seguito per circa dieci anni il castello fu al centro di una disputa territoriale tra la Repubblica di Venezia e il Sacro Romano Impero.
Nel maggio del 1513 il condottiero Scipione Ugoni al servizio della Repubblica di Venezia  ricevette il compito dal provveditore salodiano Daniele Dandolo di attaccare Malcesine, fedele agli imperiali tedeschi. Alla testa di 300 fanti, cui si unirono gli abitanti di Gargnano, attaccò via lago Malcesine e ne espugnò il castello uccidendo 18 terazzani e perdendo solamente 3 uomini; nell'azione catturò il castellano tedesco ed un ricco cittadino veronese, che furono condotti prigionieri a Salò assieme ad un notevole bottino.
Nel 1797 la proprietà passò ai francesi di Bonaparte ed in seguito agli austriaci, i quali vi rimasero fino al 1798.
L'ultimo rinnovamento del castello è avvenuto nel 2008 ed ha interessato in particolar modo la parte della proprietà adibita a Museo di Storia naturale. L'approccio architettonico è stato rigoroso e rispettoso della storia della dimora, con l'obiettivo di riportarne alla luce la bellezza senza snaturarla. All'interno sono perfettamente conservati diversi oggetti storici, perfettamente integrati nel percorso museale e negli allestimenti, lo stesso vale per gli scorci paesaggistici che si possono ammirare dalle finestre delle stanze e si inseriscono nel contesto.

## Descrizione
All'interno del castello sono visibili diversi affreschi originali, passaggi segreti, scale e spazi tipici dell'architettura medievale e perfettamente conservati. Sempre nello spazio del Castello, nel piazzale della torre, troviamo un antico pozzo ed un affresco di una Madonna con Bambino, elementi che fanno ipotizzare la presenza di una cappella privata, molto comune nelle residenze nobiliari.
Il castello è adagiato su una piattaforma rocciosa, residuo dell'orogenesi alpina e dell'azione delle glaciazioni, che da sempre ha costituito un luogo favorevole agli insediamenti umani. La struttura è perfettamente incastonata nel caratteristico borgo di Malcesine.
Accedendo a sinistra troviamo la “Casermetta”, ossia un edificio inferiore dove abitava la guardia del Castello. 
Inoltre, il Castello è sede del Museo di storia naturale del Monte Baldo e del Garda. Una scala esterna porta all'ultimo piano dove vi sono gli uffici della Direzione.
In fondo al cortile troviamo un poggiolo che permette di ammirare le acque del lago e le cime circostanti. È possibile poi salire su una gradinata, fino alla polveriera eretta dagli Austriaci, conosciuta oggi come “Sala Goethe”. Presso un piccolo giardino vi è il busto del Poeta; da qui si può accedere al secondo cortile, il cosiddetto “Rivellino”, da cui è possibile vedere il panorama del Monte Baldo. 
Una volta scesi dalla gradinata vi è un muro orientale, su cui è ancora possibile vedere i resti di affreschi residui di una Cappella Scaligera. Attraversando il portone vi è un ampio spazio verde: il “Lacaòr”, presumibilmente uno degli insediamenti protostorici più antichi di Malcesine.
Vi è anche un terzo cortile, il più alto e settentrionale. 
In passato esisteva una scalinata che consentiva l'accesso in quest'area, dove troviamo il pozzo e l'affresco della Madonna con Bambino. 
Gli austriaci costruirono la sala congressi della Residenza scaligera e la torre.

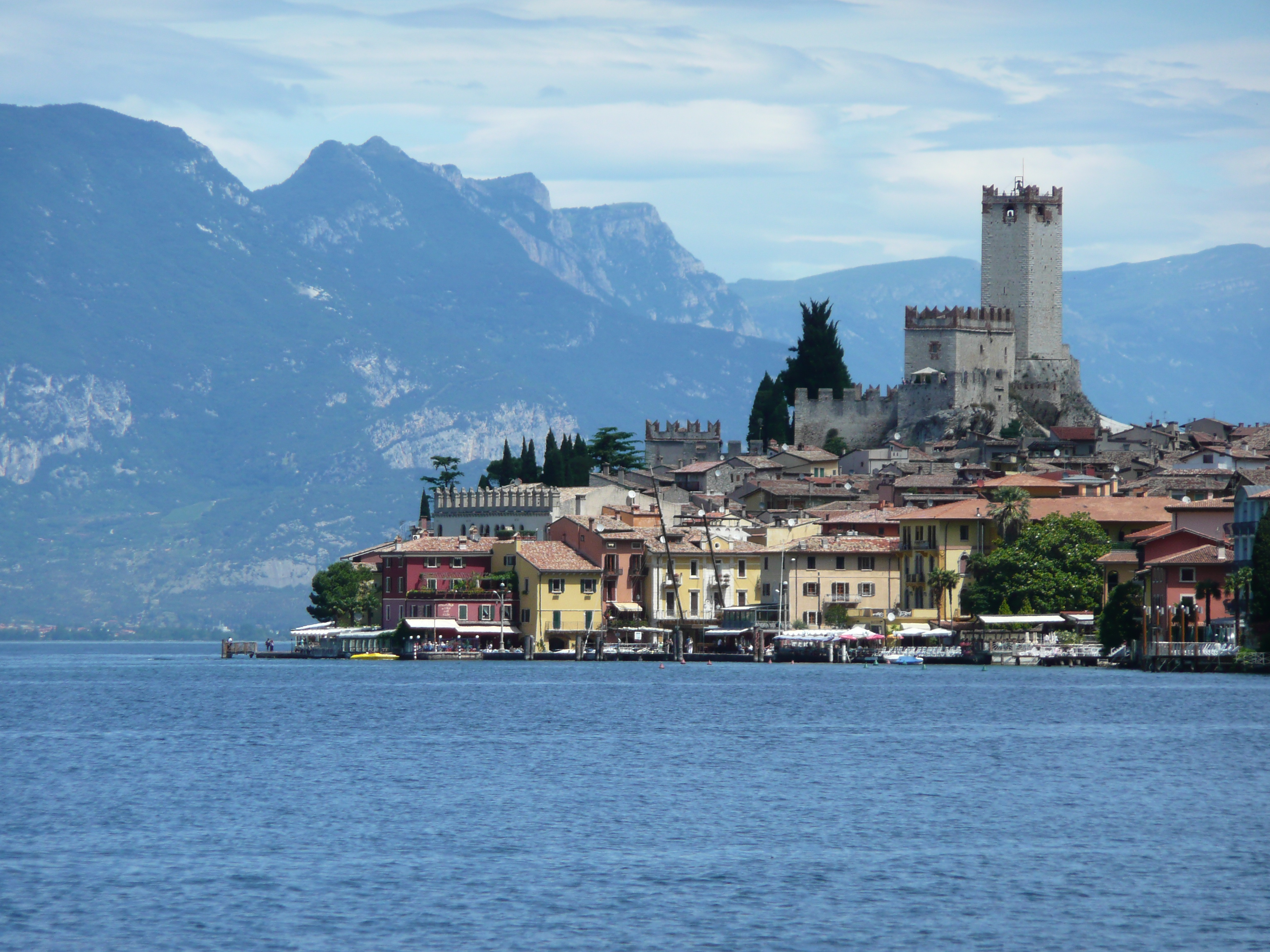
Vista di Malcesine con il castello scaligero

### Mastio
Il mastio si erge per ca. 70 m sul lago. Altra particolarità di questa torre è la forma irregolare, e la presenza di una campana civica decorata di impronte delle monete comunali che risale al 1442, nonostante sia stata spostata dove la troviamo oggi solo nel 1909. Al penultimo livello è stato rinvenuto un graffito con il nome Corrado II e la data 1131 d.C., a lasciar supporre che è proprio questa la data di fine lavori. Nella torre si sviluppano cinque locali, l'ultimo di questi è stato denominato stanza della vedetta, qui vi sono sei finestrelle che si aprono su un muro spesso 80 cm. Tra i vari piani della torre si può notare un cambio di materiali, che ci segnala l'altezza della prima costruzione di origine longobarda.

### Museo di storia naturale del Monte Baldo e del Garda
Il Museo di storia naturale del Monte Baldo e del Garda si trova all'interno della Casermetta, costruzione dove risiedeva la guardia del Castello.
Si articola in nove sale, dove viene narrata la storia del territorio di Malcesine, del Lago di Garda e infine del Monte Baldo.
Nel 2008 il Museo ha subito delle ristrutturazioni, dirette dallo staff scientifico del Museo civico di storia naturale di Verona. L'obiettivo del museo è quello di divulgare la storia naturale del territorio locale, servendosi di allestimenti che siano di facile comprensione, in modo tale da essere fruibili per tutti. Quattro delle sale che compongono il museo si trovano nel piano interrato, e sono destinate principalmente alla narrazione della storia del lago; le altre cinque sale si collocano al piano terra e sono dedicate alla storia del paesaggio e della montagna .

### Rivellino d'epoca austriaca
Il Rivellino è il secondo cortile del Castello Scaligero. È costituito da un poggiolo merlato da cui è possibile ammirare il Lago di Garda e le cime del Monte Baldo. Da qui è possibile risalire per una rampa a gradinate, fino ad una polveriera che fu costruita dagli Austriaci, conosciuta oggi come “Sala Goethe” .

### Lacaòr (teatro all'aperto)
Questo è uno dei luoghi più antichi del castello, risalente con buona probabilità alle prime dominazioni. Quello che oggi si presenta come un ampio spazio verde è adibito, nella bella stagione, a spazio di intrattenimento con spettacoli, concerti e vari eventi.

### Sala Goethe

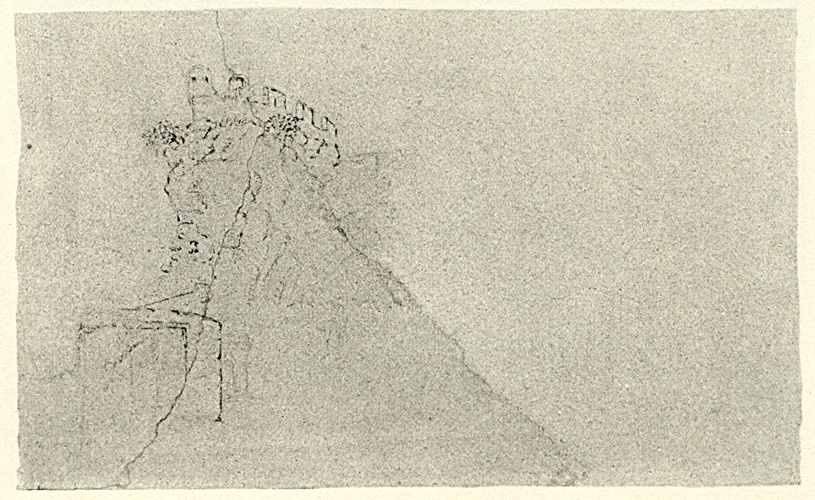
Vista del Castello Scaligero in un disegno di Goethe

In un'antica polveriera, costruita durante la dominazione austriaca del castello, si trova la Sala Goethe, dedicata al celebre scrittore e pittore tedesco. Qui sono raccolte diverse opere che raffigurano il Castello di Malcesine ed il Lago di Garda, che il poeta visitò in occasione del suo Gran Tour in Italia, e che contribuirono a rendere questo luogo famoso.
Goethe racconta nel suo diario di viaggio, pubblicato in seguito con il titolo Italienische Reise, che il 13 settembre del 1768 era in viaggio verso Verona passando per l'area di Malcesine, quando un fortissimo vento si alzò sul lago e lo costrinse ad una sosta nel paesino. Colpito profondamente dalla bellezza del lago e del castello, lo scrittore tedesco si fermò in un luogo tranquillo per poter ritrarre il paesaggio. Questo destò diversi sospetti tra gli abitanti del borgo, che lo scambiarono per una spia, inconveniente che per poco non procurò a Goethe l'arresto.

### Museo della pesca
Allestita con attrezzi da pesca antichi perfettamente conservati, questa sala è il primo museo dedicato alla pesca delle acque interne in Italia. Tra gli oggetti di maggior interesse troviamo un'antica “gondola piana” utilizzata dai pescatori del Garda e una grande varietà di resti tuttora in uso. Nella sala degli antichi originari si trovano documenti che illustrano l'attività della Corporazione di pescatori degli Antichi Originari di Torri e Garda, istituita nel 1452 e ancora operante. Seguono poi la sala dei calafati, in cui viene illustrata l'attività degli artigiani che si occupano della costruzione e riparazione delle barche da pesca, e poi la sala che illustra la coltivazione dell'olio, in cui si trova anche un torchio “casalingo”. Tra le varie vicissitudini a cui il museo rende omaggio, qui è illustrato anche il celebre trasporto via terra delle galere veneziane, ma anche il tentativo di recupero di una galea affondata nel lago, precisamente nei pressi del porto di Lazise.